# 196938 Delgordon
196938 Delgordon è un asteroide della fascia principale. Scoperto nel 2003, presenta un'orbita caratterizzata da un semiasse maggiore pari a 3,1809440 UA e da un'eccentricità di 0,1650246, inclinata di 6,63967° rispetto all'eclittica.